# Adam Małysz
Adam Henryk Małysz [ádam máwiš], poljski smučarski skakalec, * 3. december 1977, Wisla, Poljska. 
Adam je eden najboljših smučarskih skakalcev vseh časov. Tekmoval je med letoma 1994 in 2011. V svetovnem pokalu je osvojil štiri velike kristalne globuse za skupno zmago in dosegel 39 zmag. Poleg tega je nosilec štirih olimpijskih in šestih prvenstvanih medalj iz največjih tekmovanj v skokih. Za časa njegovega tekmovanja je imel velikega tekmeca v Fincu Janneju Ahonenenu, še enemu velikanu tega športa. Doma na poljskem je za časa njegovih zmag poskrbel za pravo nacionalno evforijo in je bil štirikrat izbran za poljsko športno osebnost leta. Tekmoval je najprej na smučeh Elan, do leta 2004, nato pa na znamki Fischer. 
Po koncu skakalne kariere se je preizkusil še na dirkah Rally Dakar kjer je solidno nastopil trikrat. 

## Tekmovalna kariera
Skakati je začel leta 1983 na skakalnici v domačih  Zakopanih. 
Prvič je v svetovnem pokalu nastopil v  sezoni 1993/94 v naši Planici. Dve sezoni kasneje je osvojil svojo prvo zmago. Nato pa se je v sezoni 2000/01 začela njegova dominanca v smučarskih skokih, ki se je nadaljevala tudi v sezoni 2001/02 in 2002/03. Skupaj je v tistem obdobju je dobil kar 21 tekem, osvojil pa je tudi Novoletno turnejo. 
Na svetovnem prvenstu leta 2001 v finskem Lahtiju je osvoji zlato medaljo na mali skakalnici. Na olimpijskih igrah v Salt Lake Cityju je osvojil srebro na veliki in srebro na mali napravi. Temu je dodal še dve zlati medalji iz italijanskega Predazza.
Na Poljskem je »polski orzeł« poskrbel za veliko evforijo in povzdignil smučarske skoke v šport številka 1 na poljskem.
Je tudi velik ljubitelj nogometa, pogosto ga igra za dobrodelne namene. 
Njegov najdaljši polet je iz Planice, meri pa 225 metrov. 
Na Olimpijskih igrah leta 2010, v Vancouvru, je osvojil srebrno medaljo na srednji napravi, za švicarjem Simonom Ammannom. 

## Dosežki v svetovnem pokalu

### Osvojeni naslovi
| Sezona  | Naslov                  |
| ------- | ----------------------- |
| 2000–01 | Veliki kristalni globus |
| 2000–01 | Novoletna turneja       |
| 2000–01 | Nordijska turneja       |
| 2001–02 | Veliki kristalni globus |
| 2002–03 | Veliki kristalni globus |
| 2002–03 | Nordijska turneja       |
| 2006–07 | Veliki kristalni globus |
| 2006–07 | Nordijska turneja       |

### Zmage (39)
| Št. | Sezona  | Datum             | Lokacija         | Skakalnica                 | Velikost  |
| --- | ------- | ----------------- | ---------------- | -------------------------- | --------- |
| 1.  | 1995-96 | 18. marec 1996    | Oslo             | Holmenkoln                 | Velika    |
| 2.  | 1996-97 | 18. januar 1997   | Saporo           | Miyanomori                 | Srednja   |
| 3.  | 1996-97 | 26. januar 1997   | Hakuba           | Hakuba                     | Velika    |
| 4.  | 2000-01 | 4. januar 2001    | Innsbruck        | Bergisel                   | Velika    |
| 5.  | 2000-01 | 5. januar 2001    | Bischofshofen    | Paul-Ausserleitner-Schanze | Velika    |
| 6.  | 2000-01 | 13. januar 2001   | Harrachov        | Čerťák                     | Letalnica |
| 7.  | 2000-01 | 14. januar 2001   | Harrachov        | Čerťák                     | Letalnica |
| 8.  | 2000-01 | 20. januar 2001   | Park City        | Utah Olympic Park          | Velika    |
| 9.  | 2000-01 | 27. januar 2001   | Saporo           | Okurayama                  | Velika    |
| 10. | 2000-01 | 28. januar 2001   | Saporo           | Okurayama                  | Velika    |
| 11. | 2000-01 | 4. februar 2001   | Willingen        | Mühlenkopfschanze          | Velika    |
| 12. | 2000-01 | 7. marec 2001     | Falun            | Lugnet                     | Velika    |
| 13. | 2000-01 | 9. marec 2001     | Trondheim        | Granåsen                   | Velika    |
| 14. | 2000-01 | 11. marec 2001    | Oslo             | Holmenkoln                 | Velika    |
| 15. | 2001-02 | 23. november 2001 | Kuopio           | Puijo                      | Velika    |
| 16. | 2001-02 | 1. december 2001  | Titisee-Neustadt | Hochfirstschanze           | Velika    |
| 17. | 2001-02 | 8. december 2001  | Villach          | Alpenarena                 | Srednja   |
| 18. | 2001-02 | 16. december 2001 | Engelberg        | Gross-Titlis-Schanze       | Velika    |
| 19. | 2001-02 | 21. december 2001 | Predazzo         | Trampolino Dal Ben         | Velika    |
| 20. | 2001-02 | 22. december 2001 | Predazzo         | Trampolino Dal Ben         | Velika    |
| 21. | 2001-02 | 20. januar 2002   | Zakopane         | Wielka Krokiew             | Velika    |
| 22. | 2002-03 | 9. marec 2003     | Oslo             | Holmenkoln                 | Velika    |
| 23. | 2002-03 | 14. marec 2003    | Lahti            | Salpausselkä               | Velika    |
| 24. | 2002-03 | 15. marec 2003    | Lahti            | Salpausselkä               | Velika    |
| 25. | 2004-05 | 11. december 2004 | Harrachov        | Čerťák                     | Velika    |
| 26. | 2004-05 | 16. januar 2005   | Tauplitz         | Kulm                       | Letalnica |
| 27. | 2004-05 | 29. januar 2005   | Zakopane         | Wielka Krokiew             | Velika    |
| 28. | 2004-05 | 30. januar 2005   | Zakopane         | Wielka Krokiew             | Velika    |
| 29. | 2005-06 | 29. marec 2006    | Oslo             | Holmenkoln                 | Velika    |
| 30. | 2006-07 | 27. januar 2007   | Oberstdorf       | Schattenbergschanze        | Velika    |
| 31. | 2006-07 | 3. februar 2007   | Titisee-Neustadt | Hochfirstschanze           | Velika    |
| 32. | 2006-07 | 4. februar 2007   | Titisee-Neustadt | Hochfirstschanze           | Velika    |
| 33. | 2006-07 | 11. marec 2007    | Lahti            | Salpausselkä               | Velika    |
| 34. | 2006-07 | 13. marec 2007    | Kuopio           | Puijo                      | Velika    |
| 35. | 2006-07 | 17. marec 2007    | Oslo             | Holmenkoln                 | Velika    |
| 36. | 2006-07 | 23. marec 2007    | Planica          | Letalnica bratov Gorišek   | Letalnica |
| 37. | 2006-07 | 24. marec 2007    | Planica          | Letalnica bratov Gorišek   | Letalnica |
| 38. | 2006-07 | 25. marec 2007    | Planica          | Letalnica bratov Gorišek   | Letalnica |
| 39. | 2010-11 | 21. januar 2011   | Zakopane         | Wielka Krokiew             | Velika    |